# Henry Torrens

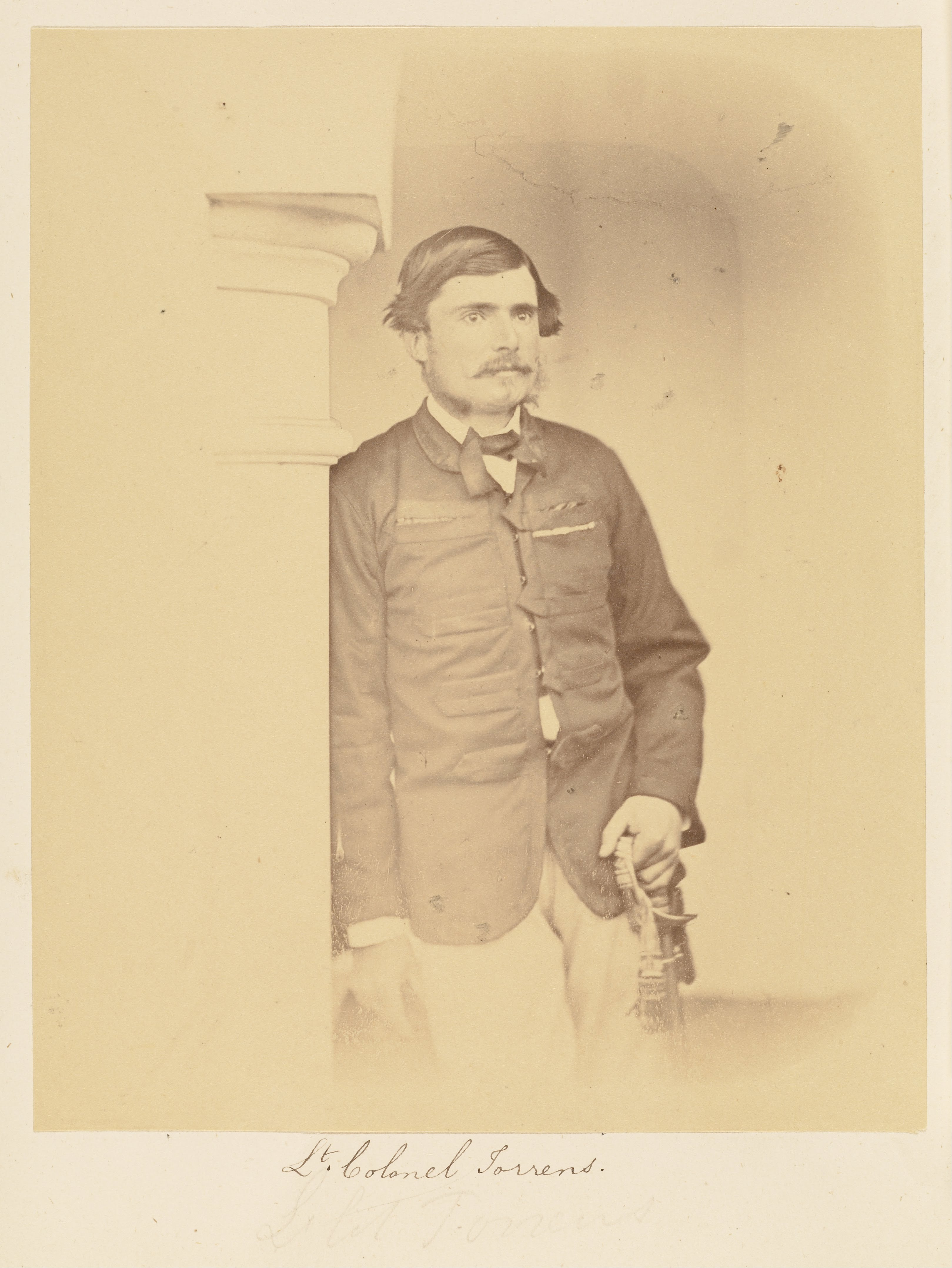
Henry Torrens (Foto: Felice Beato), um 1858

Sir Henry D’Oyley Torrens KCB KCMG (* 24. Februar 1833 in Merath; † 1. Dezember 1889 in London) war ein britischer Offizier.
Henry Torrens wurde als Sohn von Henry Whitelocke Torrens und Eliza Mary Roberts in Meerut in Indien geboren. 1849 trat er als Second Lieutenant bei den Royal Welch Fusiliers in den Militärdienst ein. Torrens' Karriere verlief erfolgreich, bereits im Alter von 41 Jahren wurde er 1864 zum Colonel befördert. Während des Krimkrieges nahm er an zahlreichen Gefechten teil. Für seine Verdienste wurde er mit dem Orden der Ehrenlegion ausgezeichnet. Anschließend wurde in Indien verwendet und war an der Niederschlagung des Indischen Aufstandes von 1857 beteiligt.
Im Jahr 1869 wurde er zum Major-General befördert. Während seiner Verwendung als Oberkommandierender (General Officer Commanding) im Cork District in Irland erfolgte 1884 seine Beförderung zum Lieutenant-General. Von 1886 bis 1888 war Torrens Gouverneur der Kapkolonie, anschließend Gouverneur und Oberkommandierender (Governor and Commander-in-Chief) von Malta. Torrens war ein begeisterter Golfsportler. Er gründete 1886 den Royal Cape Golf Club und 1888 den noch heute bestehenden Royal Malta Golf Club.
1887 wurde er als Knight Commander des Order of the Bath geadelt und 1889 auch als Knight Commander des Order of St Michael and St George ausgezeichnet.
Torrens starb am 1. Dezember 1889 in London. Seine Grabstätte befindet sich auf dem Brompton Cemetery in London.